# Ascuta monowai
Ascuta monowai là một loài nhện trong họ Orsolobidae.
Loài này thuộc chi Ascuta. Ascuta monowai được Raymond Robert Forster & Norman I. Platnick miêu tả năm 1985.